# Кодели, Мими
Мими Кодели (алб. Mimi Kodheli; род. 11 сентября 1964) — албанский политик, занимавшая пост министра обороны Албании с 15 сентября 2013 по 11 сентября 2017 года в правительстве Эди Рамы. Она стала первой женщиной на этой должности.

## Биография
Мими Кодели родилась в Тиране 11 сентября 1964 года. Она закончила в 1986 году экономический факультет Тиранского университета в области финансов. В 2002 году Кодели вошла в политику, будучи назначенной заместителем мэра муниципалитета Тирана. В 2005 году она заняла должность префекта округа Тирана и в 2009 году была избрана членом Парламента Албании, заняв должность заместителя председателя Экономического и финансового комитета при законодательной власти. С 2007 года Кодели является членом руководства Социалистической партии Албании.
В 2014 возник скандал из-за намерения Мими Кодели наградить медалями министерства обороны вдову Энвера Ходжи Неджмие и многолетнего члена ходжаистского партийного руководства Риту Марко. Однако Ходжа и Марко отказались от награждения.
Её мужа зовут Лека и у них есть сын Микел. Мими Кодели свободно говорит на английском и итальянском языках, также знает французский и испанский языки.